# Fordított törtvonal
A fordított törtvonal (\) (más néven fordított törtjel, fordított perjel, fordított per, visszafelé perjel, visszafelé dőlő perjel, visszaper, visszaperjel vagy angolul backslash) egy tipográfiai jel és graféma, az egyszerű ferde vonal (/) tükörképe, amely főként az informatikában használatos.

## Kódja és megjelenítése
Kódja a Unicode-ban U+005C, neve REVERSE SOLIDUS, HTML-ben pedig &#92;. Windows alatt az AltGr+Q lenyomásával, vagy pedig az Alt lenyomásával és a számbillentyűzeten a 092 begépelésével hívható elő.

## Használata programozási nyelvekben
Számos programozási nyelvben, például a C-ben, a Perlben és a PHP-ban, valamint a Unix szkriptnyelveiben  a fordított törtvonal feloldójelként szolgál, és azt jelöli, hogy az ezt követő karaktert a szokásostól eltérően kell értelmezni, illetve (ha máskülönben különleges funkciója van) egyszerű karakterként szükséges kezelni.
A \n karaktersorozat jelentése például sima „n” betű helyett új sor lehet. Az idézetet ténylegesen kezdő és lezáró idézőjel viszont a fordított törtvonal után \" egyszerű idézőjel karakterként értelmezendő, amely nem zárja le a szövegrészt, és nem kezd újat. (A print "Azt mondta: \"OK!\""; eredménye például Azt mondta: "OK!" lesz.) Számos reguláris kifejezésben van ilyen funkciója: a következő karaktert metakarakterré teszi, vagy fordítva.
A BASIC egyes nyelvjárásaiban ez a jel az egészosztás (a törtrész és maradék nélküli, lefelé kerekítő osztás) jele.

## Operációs rendszerekben
A DOS, és Windows NT alapú operációs rendszerekben a mappanevek elválasztására használatos.

## Hasonló jelek
A matematikában egy hasonló karakter: ∖ két halmaz különbségét jelöli.

## Lásd még
- ferde vonal ( / ), angolul slash
- osztásjel ( ÷ )